# Thomas Cazeneuve
Ne doit pas être confondu avec Thomas Cazenave.
Pour les articles homonymes, voir Cazeneuve.
 (mai 2024).
La mise en forme du texte ne suit pas les recommandations de Wikipédia : il faut le « wikifier ».
Les points d'amélioration suivants sont les cas les plus fréquents. Le détail des points à revoir est peut-être précisé sur la page de discussion.
- Les titres sont pré-formatés par le logiciel. Ils ne sont ni en capitales, ni en gras.
- Le texte ne doit pas être écrit en capitales (les noms de famille non plus), ni en gras, ni en italique, ni en « petit »…
- Le gras n'est utilisé que pour surligner le titre de l'article dans l'introduction, une seule fois.
- L'italique est rarement utilisé : mots en langue étrangère, titres d'œuvres, noms de bateaux, etc.
- Les citations ne sont pas en italique mais en corps de texte normal. Elles sont entourées par des guillemets français : « et ».
- Les listes à puces sont à éviter, des paragraphes rédigés étant largement préférés. Les tableaux sont à réserver à la présentation de données structurées (résultats, etc.).
- Les appels de note de bas de page (petits chiffres en exposant, introduits par l'outil «  Source ») sont à placer entre la fin de phrase et le point final[comme ça].
- Les liens internes (vers d'autres articles de Wikipédia) sont à choisir avec parcimonie. Créez des liens vers des articles approfondissant le sujet. Les termes génériques sans rapport avec le sujet sont à éviter, ainsi que les répétitions de liens vers un même terme.
- Les liens externes sont à placer uniquement dans une section « Liens externes », à la fin de l'article. Ces liens sont à choisir avec parcimonie suivant les règles définies. Si un lien sert de source à l'article, son insertion dans le texte est à faire par les notes de bas de page.
- La présentation des références doit suivre les conventions bibliographiques. Il est recommandé d'utiliser les modèles {{Ouvrage}}, {{Chapitre}}, {{Article}}, {{Lien web}} et/ou {{Bibliographie}}. Le mode d'édition visuel peut mettre en forme automatiquement les références.
- Insérer une infobox (cadre d'informations à droite) n'est pas obligatoire pour parachever la mise en page.

Pour une aide détaillée, merci de consulter Aide:Wikification.
Si vous pensez que ces points ont été résolus, vous pouvez retirer ce bandeau et améliorer la mise en forme d'un autre article.
 (mai 2024).
Thomas Cazeneuve, né le 23 janvier 1993 à Nîmes, est un chessboxeur et entrepreneur français.

## Biographie
Il est passionné par les échecs et la boxe depuis son jeune âge. Il commence à jouer aux échecs à l'âge de 4 ans et remporte plusieurs titres départementaux et régionaux. Il commence la boxe pieds-poings à l'âge de 15 ans et dispute plusieurs combats amateurs en Kick-Boxing, K-1, Boxe Française et MMA.
En 2016, Thomas Cazeneuve rencontre Iepe Rubingh et effectue son premier combat de chessboxing, un sport hybride qui combine une partie d’échecs et un combat de boxe anglaise. Il remporte ce dernier contre Igor Orlov dans le cadre d’un IFC Berlin VS Moscou.
En 2017 il devient champion du monde des -65kg à Calcutta en Inde contre le russe Amin Babachev.
En 2019 il récupère son titre à Antalya en Turquie en battant notamment Dimitri Ermakovich.
Il perd les championnats du monde de 2022 en finale face au russe Ilsur Iskhakov lors du dernier round d’échecs.
Il combat principalement en IFC et il comptabilise aujourd’hui 12 combats pour 11 victoires notamment contre Timur Iyubinskii ou Paul JD 'The Hitman' Roberts.
Il est le premier français champion du monde de chessboxing et il œuvre aujourd’hui au développement du sport au sein de la Fédération Française de Chessboxing au côté de son cousin et président Guillaume Salançon.
Il est également conférencier sportif sur différents thèmes, comme la gestion de l’imprévu et la résilience. 
En plus de sa carrière sportive, Thomas Cazeneuve est également entrepreneur. En 2021, il fonde avec son associée Mélanie Ballaire le cabinet de recrutement libéré Focus Recrutement, spécialisé dans le recrutement des profils paie, comptable et juridique qui compte aujourd’hui une trentaine de collaborateurs.